# M★A★S★H マッシュ
『M★A★S★H マッシュ』は、1970年のアメリカ映画。朝鮮戦争を舞台に、3人の軍医を描くブラックコメディ映画。
リチャード・フッカー原作の1968年の小説をロバート・アルトマンが映画化し、カンヌ国際映画祭パルム・ドールやアカデミー脚色賞を受賞した。
タイトルの「MASH」とは、陸軍移動外科病院 (Mobile Army Surgical Hospital) のことを指す。

## あらすじ
朝鮮戦争下の米陸軍移動外科病院にホークアイ、デュークの2人の軍医大尉が配属されるが、到着早々に女性将校に色目を使い責任者のブレイク中佐に睨まれてしまう。2人はバーンズ少佐と同室になるが、厳格なカトリック教徒のバーンズの小言に辟易して、別の部屋に変えて欲しいとブレイクに直訴する。その後、バーンズは別室に移動になり、代わりに軍医大尉のトラッパーが同室となる。3人とも腕前はピカイチの名医だが、他の仲間とつるんで日々軍紀を無視してやりたい放題の騒ぎを起こしていた。
そんなある日、新任の看護師長・フーリハン少佐はやりたい放題の3人を目の敵にするバーンズと共に、上官であるハモンド准将に病院の軍紀の乱れを訴えようと告発状を用意する。2人は告発状を用意した後に一夜を共にするが、ホークアイたちが2人の部屋にマイクを仕掛け、ベッドシーンを軍放送で流してしまう。それ以来、フーリハンはベッドシーンでの発言から「ホットリップス（熱い唇）」というあだ名を付けられてしまい、ホークアイからベッドシーンのことをからかわれたバーンズは、彼を殴り倒して本国に強制帰国させられる。
ホークアイは多忙な日々を過ごす病院で、従軍神父のデイゴから歯科医のワルドウスキー大尉が深刻な悩みを抱えているという相談を受ける。ホークアイはワルドウスキーに話を聞きに行き、彼が「男性的不能」に陥っており、「自分はゲイなのではないか」と悩んでいることを知る。ホークアイは仲間にそのことを話し平静を装うとするが、ワルドウスキーは悩んだ挙句に自殺を決意する。ホークアイとトラッパーはワルドウスキーを助けるため、彼の「お別れパーティー」を開き、青酸カリと偽って睡眠薬を飲ませる。そのまま眠ったワルドウスキーのために、ホークアイは不倫を持ち掛けていた女性将校マリアに「彼の命を救って欲しい」と依頼し、彼女はワルドウスキーと一夜を共にして「男性的不能」問題を解決する。
マリアが帰国した後、ホークアイたちは「フーリハンの髪の色は本当に金髪なのか染めているだけなのか」という話で盛り上がり、彼女がシャワーを浴びているテントを壊して彼女の全裸を衆目に晒す。我慢の限界を超えたフーリハンは、彼らの行動を放置するブレイクに怒りをぶつけハモンドにも直訴する。
ホークアイとトラッパーは負傷した連邦下院議員の息子の治療をするために日本の小倉市に派遣される。2人は早く仕事を終わらせてゴルフと芸者遊びをしようと、責任者である大佐の許可を得ずに勝手に手術を始めてしまう。手術を終えた2人は早速ゴルフに行こうとするが、激怒した大佐に軍法会議にかけられそうになる。大佐は2人から「文句があるなら議員に言いつけるぞ」と脅され退散する。ゴルフを終えた2人は芸者遊びを楽しむが、そこで「アメリカ兵と芸者の間に出来た気管食道瘻の赤子の治療を手伝って欲しい」と依頼され、軍病院で治療しようとするが、再び大佐に反対されてしまう。2人は大佐を睡眠薬で眠らせ、その隙に「大佐と芸者との不倫現場」を撮影し、赤子の治療を認めさせる。
ホークアイとトラッパーは仕事を終えて朝鮮に戻ったが、そこではフーリハンの直訴を受けたハモンドが病院を訪れていた。2人はブレイクと共に話をごまかすが、話の流れでアメリカンフットボール好きのハモンドの部隊と5,000ドルを賭けて試合をすることになってしまう。ホークアイは元プロ選手のジョーンズ大尉を補充として呼び寄せ、ハモンドのチームと試合をすることになる。ブレイクのチームは相手を油断させて賭け金を吊り上げた後に逆転勝利する計画を立てるが、ハモンドのチームにも元プロ選手がおり、序盤から劣勢に立たされてしまう。ホークアイは試合中に元プロ選手に薬物を注射して強制退場させ、後半戦でジョーンズを投入して追い上げ逆転勝利する。
数日後、ホークアイとデュークに帰国命令が届き、2人はトラッパーと別れを交わして病院を去っていく。2人が乗ったジープが走り去るシーンを背景に、軍放送から本作の内容とキャストの情報が流れ、物語が終わる。

## キャスト
| 役名                                                                                | 俳優                     | 日本語吹替                                                              | 日本語吹替                                                          |
| 役名                                                                                | 俳優                     | フジテレビ版                                                            | LD版                                                                |
| ----------------------------------------------------------------------------------- | ------------------------ | ----------------------------------------------------------------------- | ------------------------------------------------------------------- |
| “ホークアイ（切れ者）” ベンジャミン・フランクリン・ピアース大尉                     | ドナルド・サザーランド   | 西沢利明                                                                | 羽佐間道夫                                                          |
| “トラッパー（胸切り屋／女たらし）” ジョン・フランシス・ザビエル・マッキンタイア大尉 | エリオット・グールド     | 瑳川哲朗                                                                | 内海賢二                                                            |
| “デューク（公爵）” オーガスタス・ベッドフォード・フォレスト大尉                     | トム・スケリット         | 前田昌明                                                                | 青野武                                                              |
| フランク・バーンズ少佐                                                              | ロバート・デュヴァル     | 北村総一朗                                                              | 宮田光                                                              |
| “ホット・リップス（熱い唇）” マーガレット・フーリハン少佐                           | サリー・ケラーマン       | 北浜晴子                                                                | 小原乃梨子                                                          |
| ヘンリー・ブレイク中佐                                                              | ロジャー・ボーウェン     | 富田耕生                                                                | 村越伊知郎                                                          |
| “デイゴ・レッド（赤毛のイタ公）” ジョン・パトリック・マルケイ神父（中尉）           | ルネ・オーベルジョノワ   | 安原義人                                                                | 納谷六朗                                                            |
| “ディッシュ（お皿ちゃん）” マリア・シュナイダー婦長（中尉）                         | ジョー・アン・フラッグ   | 田島令子                                                                | 小宮和枝                                                            |
| チャーリー・ハモンド准将                                                            | G・ウッド                | 上田敏也                                                                |                                                                     |
| “ペインレス・ポール（無痛のポラ公）” ウォルター・コスキウスコ・ワルドウスキー大尉   | ジョン・シャック         | 池田勝                                                                  | 石田太郎                                                            |
| レーダー・オリーリー伍長                                                            | ゲイリー・バーゴフ       | 石森達幸                                                                | 野島昭生                                                            |
| “スピアチャッカー（槍投げ）” オリバー・ハーモン・ジョーンズ大尉                     | フレッド・ウィリアムソン |                                                                         | 屋良有作                                                            |
| ロレンゾ・ブーン二等兵                                                              | バッド・コート           |                                                                         | 二又一成                                                            |
| “アグリー（醜い）” ジョン・ブラック大尉                                             | カール・ゴットリーブ     |                                                                         | 増岡弘                                                              |
| “ノッコ（けんか）” ブリジッド・マッカーシー大尉                                     | タマラ・ホロックス       |                                                                         |                                                                     |
| “ミー・レイ（俺は寝るぜ）” エゼキエル・ブラッドベリー・マーストンⅤ世大尉            | マイケル・マーフィー     |                                                                         |                                                                     |
| ホー＝ジョン                                                                        | キム・アトウッド         |                                                                         |                                                                     |
| その他                                                                              | N/A                      | 増岡弘 浅井淑子 桑原たけし 弥永和子 寺島幹夫 田中亮一 兼本新吾 渡辺典子 | 藤城裕士 藤本譲 龍田直樹 城山堅 伊井篤史 田中亮一 仁内建之 大木民夫 |
| 日本語版制作スタッフ                                                                |                          |                                                                         |                                                                     |
| 演出                                                                                | 演出                     | 田島荘三                                                                |                                                                     |
| 翻訳                                                                                | 翻訳                     |                                                                         | 佐藤一公                                                            |
| 効果                                                                                |                          |                                                                         |                                                                     |
| 調整                                                                                | 調整                     | 杉原日出弥                                                              |                                                                     |
| 制作                                                                                | 制作                     | トランスグローバル                                                      | 東北新社                                                            |
| 解説                                                                                | 解説                     | 高島忠夫                                                                | N/A                                                                 |
| 初回放送                                                                            | 初回放送                 | 1977年4月1日 『ゴールデン洋画劇場』21:00-22:54                          | 品番・FY513-26MA                                                    |

※フジテレビ版吹替はDVD・BD収録

## 挿入歌
- もしも、あの世にゆけたら（Suicide Is Painless）
- 私の青空 歌：二村定一
- 東京シューシャインボーイ 歌：暁テル子

## 逸話
- 映画『FUCK』において、最初に“fuck”という言葉が劇中に登場したハリウッド映画だとされている。

## 日本語字幕
- 佐藤一公[6]